# Michail Georgiew
Michail Georgiew (bulgarisch Михаил Георгиев; * 1904; † unbekannt) war ein bulgarischer Radrennfahrer.

## Sportliche Laufbahn
Bei den Olympischen Sommerspielen 1924 in Paris schied er im olympischen Straßenrennen, das als Einzelzeitfahren ausgetragen wurde, beim Sieg von Armand Blanchonnet aus. Die bulgarische Mannschaft kam nicht in die Mannschaftswertung.